# Ischnostrangalis antennalis
Ischnostrangalis antennalis är en skalbaggsart som beskrevs av Holzschuh 1991. Ischnostrangalis antennalis ingår i släktet Ischnostrangalis och familjen långhorningar. Inga underarter finns listade i Catalogue of Life.